# Sharon (hrabstwo Norfolk)
Sharon – jednostka osadnicza w Stanach Zjednoczonych, w stanie Massachusetts, w hrabstwie Norfolk.